# Embalse de Krasnoyarsk
El embalse de Krasnoyarsk (en ruso: Красноярское водохранилище o mar de Krasnoyarsk (en ruso: Красноярское море) es un embalse artificial creado sobre el río Yeniséi durante la construcción de la central hidroeléctrica de Kransnoyarsk. Es uno de los mayores embalses del mundo, el segundo de Rusia tras el embalse de Bratsk.

## Geografía

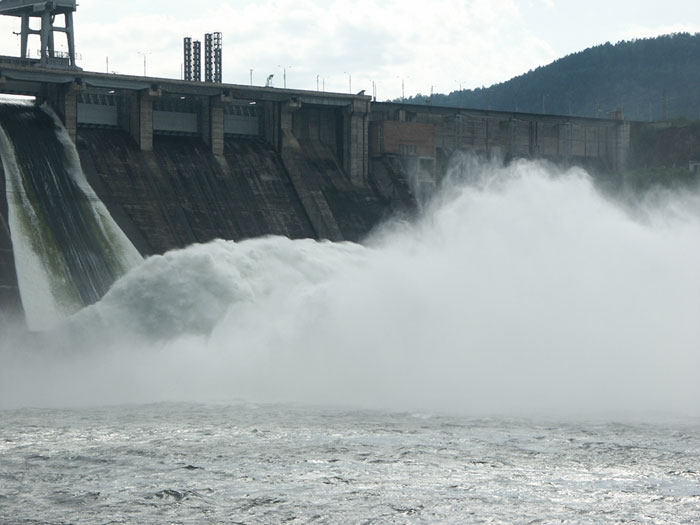
Presa de la central hidroeléctrica de Krasnoyarsk.

El embalse se inicia al nivel de la ciudad de Abakán, en la desembocadura del río Abakán en el Yeniséi y finaliza en la presa de la central hidroeléctrica de Krasnoyarsk. Esta distancia en línea recta es de cerca de 250 km, sin embargo la longitud total del embalse es considerablemente más grande, 388 km. La anchura máxima alcanza los 15 km. El agua está a 243 m de altura.
En el embalse desembocan bastantes ríos. Por la orilla derecha: el Tubá, el Sisim y el río Syda; por la izquierda, el Biriusá. Se han formado varios golfos en los lugares donde desembocaban estos ríos.
Las localidades más grandes situadas a orillas del embalse son Ust-Abakán, Krasnoturansk (en el golfo del Syda) y Novosiólovo. No existen puentes entre las dos orillas del embalse, sin embargo hay transbordadores, siendo el principal de ellos el que une Novosiólovo y Bellyk. 
Al llenarse el embalse, se inundó una de las primeras colonias rusas en territorio siberiano poblada por tribus jakasias, Abakanski ostrog, cerca del moderno Krasnoturansk.